# Еремян, Сурен Тигранович
Сурен Тигранович Еремян (арм. Սուրեն Տիգրանի Երեմյան; 10 апреля 1908, Тифлис — 17 декабря 1992, Ереван) — советский и армянский историк, академик Академии наук Армянской ССР.

## Биография
Сурен Тигранович Еремян родился в 1908 году в Тифлисе (ныне Тбилиси), в семье рабочего, что позволило ему получить хорошее образование. В 1928—1931 годах Еремян учился на историко-филологическом факультете Ереванского государственного университета, после чего с 1932 года по 1935 год работал аспирантом в Институте кавказоведения Закавказского филиала АН СССР в Тбилиси. В 1935 году переехал в Ленинград, в Институт востоковедения АН СССР. Среди его учителей там были известные востоковеды И. А. Джавахишвили, Я. А. Манандян, Н. Я. Марр, И. А. Орбели и В. В. Струве. До 1941 года занимался в институте историей Армении и Кавказской Албании.
В 1941 году вернулся в Ереван, где работал в Институте истории АН Армянской ССР, к 1953 году стал его директором. В 1955 году защитил докторскую диссертацию. В 1953 г. Еремян стал член-корреспондентом АН Армянской ССР, в 1963 году — академиком АН Армянской ССР. С 1965 года по 1968 год являлся членом Президиума АН Армянской ССР.
Похоронен на Тохмахском кладбище (Городской пантеон-2).

## Научная работа
Основные труды С. Т. Еремяна посвящены этногенезу армянского народа и древним государственным образованиям на территории Армении.

## Награды
- Орден Октябрьской Революции (7.04.1978) — за заслуги в области исторической науки и в связи с семидесятилетием со дня рождения.
- Орден Трудового Красного Знамени (4.01.1955) — за выслугу лет и безупречную работу.
- Орден «Знак Почёта» (1951).
- Заслуженный деятель науки Армянской ССР (1961).
- Государственная премия Армянской ССР.